# Puente de Nimreh
El puente de Nimreh es un puente romano tardoimperial cerca de Shahba (Siria, antigua Philippopolis) que data entre los siglos III y IV d. C. Está compuesto por arcos transversales que derivan de tradiciones constructivas preexistentes en la región de Haurán y por ello ha sido caracterizado como un puente romano excepcional.

## Localización y contexto
El puente de Nimreh está situado en Haurán (antigua Auranitis), una región volcánica montañosa a unos 80 km al sudeste de Damasco y a 10 km de Shahba, cerca de la carretera moderna que conecta esta última ciudad con el pueblo montañoso de Nimreh (el vicus grandis de Namara). Este era un territorio caracterizado por ser limítrofe entre zonas rurales arables y el desierto. En la antigüedad, era un área de alto rendimiento agrícola gracias a suelos fértiles y un buen nivel de precipitaciones. La red viaria romana que conectaba estos suelos con las ciudades colindantes era un elemento esencial en el sistema de producción, ya que facilitaba el transporte de los recursos rurales. La región de Haurán está situada en el cruce de diversas vías comerciales de larga distancia. Una de ellas conectaba con Petra, Damasco y Alepo a través del emporio de Bosra, mientras que la ruta caravanera transarábica y la calzada hacia Palmira (la Strata Diocletiana) se extendían al norte de la región.
Después de la anexión de Trajano en el año 106 d. C., se estableció una nueva ordenación del territorio en la provincia de Arabia Petraea, a través de la expansión de rutas y la construcción de castra y fuertes para protegerse de incursiones nómadas. Para ello, se estableció en Bosra la Legio III Cyrenaica. El terreno accidentado, con un número notable de wadis entrecruzándolo, condicionó la necesidad de construir puentes para salvar sus distancias. De estos puentes sólidos, han sido documentados el puente de Gemarrin y el de Kharaba.

## Características
El puente está situado encima del wadi al-Liwa casi en ángulo recto, torciendo en una pequeña curva de 120° en su extremo occidental. Una calzada ligeramente elevada se extiende durante aproximadamente 100 m antes de desaparecer su rastro. El puente tiene una longitud de 25 m, con la sección este cubriendo la mayor parte (15 m). Su ancho de 4,52 m corresponde exactamente con el del puente de Kharaba. El vano de su arco único es de 6,73 m, con una elevación de 3,10 m, lo que da como resultado un perfil ligeramente menos pronunciado (aprox. 160°) en comparación con el típico arco de medio punto romano (180 °). La altura total desde el lecho del río hasta el vértice del arco es de 3,60 m.
La bóveda se construyó con tres arcos transversales paralelos que se colocaron a intervalos de 1,20 m. Los arcos se construyeron con una longitud de 60 cm, 30 cm de ancho y la misma altura de sillares, mientras que los espacios intermedios se cubrieron con bloques de basalto alargados. Este diseño arquitectónico de arcos transversales con dinteles, es excepcional entre los puentes romanos y aparece en la región de Haurán en construcciones de techos de basílicas tardoantiguas y en la iglesia cristiana primitiva de Nimreh, lo que parece querer indicar una datación de los ss. III o IV d. C. Posiblemente, el puente se construyó en el s. III d. C., de forma paralela a un auge constructivo en la región, especialmente durante el reinado del emperador Filipo el Árabe (r. 244-249 d. C.), que había nacido en la propia ciudad de Shahba. La práctica de utilizar arcos transversales para bóvedas de grandes cámaras ha tenido continuidad en Haurán hasta principios del siglo XX.
Aparentemente, el puente se construyó directamente sobre la roca natural, sin nivelación previa. Sus muros de mampostería casi sin decoración están formados por bloques de basalto rectangulares, alisados toscamente , de tamaño variable y unidos sin mortero (opus quasi-quadratum). Es inusual el uso de basalto en la construcción de puentes romanos y encuentra su origen en tratarse del material disponible de forma local. Las paredes de la enjuta están rotas ambos lados, revelando el relleno interior de piedras, arena y tierra. El pavimento, que se ha conservado en algunas secciones, está formado por grandes piedras de basalto pulidas.